# Vengeance (film, 1970)
Pour les articles homonymes, voir Vengeance (homonymie).
Pour plus de détails, voir Fiche technique et Distribution.
Vengeance (報仇, Bào chóu) est un film hongkongais réalisé par Chang Cheh, sorti en 1970.
Le film se classe à la sixième position dans le classement des recettes des films hongkongais de 1970.

## Synopsis
Dans la Chine des années 1920, Kuan Yu-lo, un acteur d'opéra, se rend compte que sa femme lui est infidèle. Furieux, il se rend chez Feng Kai-shan, l'amant de cette dernière, et le défie. Peu après, il est attaqué dans un restaurant et meurt dans d'atroces souffrances. Plus tard, un mystérieux jeune homme arrive en ville. Il s'agit de Kuan Hsiao-lo, le frère de Yu-lo, qui est venu pour le venger.

## Fiche technique
- Titre : Vengeance
- Titre original :  報仇 (Bào chóu)
- Titre anglais : Vengeance!
- Réalisation : Chang Cheh
- Scénario : Ni Kuang et Chang Cheh
- Musique : Wang Fu-ling
- Photographie : Kung Mo-to
- Montage : Jiang Xin-long
- Production : Runme Shaw
- Société de production : Shaw Brothers
- Pays d'origine : Hong Kong
- Format : Couleurs - 2,35:1 - Mono - 35 mm
- Genre : Action, drame, romance, thriller et historique
- Durée : 121 minutes
- Date de sortie : 
  - Hong Kong : 14 mai 1970
  - France : 13 avril 1973 (2ème convention du cinéma fantastique)

## Distribution
- David Chiang : Kuan Hsiao-lo, un acteur d'opéra
- Ti Lung : Kuan Yu-lo, un acteur d'opéra, frère du précédent
- Wang Ping : Hua Cheng-fang, belle-sœur du précédent, une actrice d'opéra
- Ku Feng : Feng Kai-shan, chef d'une école d'arts martiaux
- Yang Chih-ching : Jin Zhi-quan, un homme d'affaires avisé
- Wong Ching-ho : M. Wen, directeur du théâtre
- Cheng Lui : un lanceur de poignard membre du club de monsieur Feng
- Chan Sing : un tireur d'élite
- Chen Kuan-tai : garde du corps
- Yuen Woo-ping : garde du corps
- Cheng Yuen : Gao Hongfu, un officier
- Shum Lo : l'aubergiste Wu, ami des Guan
- Wong Kwong-yue : "Petite tête de tigre", membre du club de monsieur Feng et l'un des amants de madame veuve Kuan